# أحمد صالح الدخيل
أحمد صالح الدخيل (ولد في 21 سبتمبر 1955 في المحرق، البحرين) لاعب كرة قدم بحريني سابق وحاليا مدرب كرة قدم. يتولى حاليا منصب مدرب نادي سترة الذي ينافس في الدوري البحريني الممتاز منذ 2023.